# Abraham Asscher (1884-1926)
Abraham Asscher (Amsterdam, 16 juni 1884 - Lugano, 10 mei 1926) was een Nederlandse opperrabbijn.

## Leven en werk

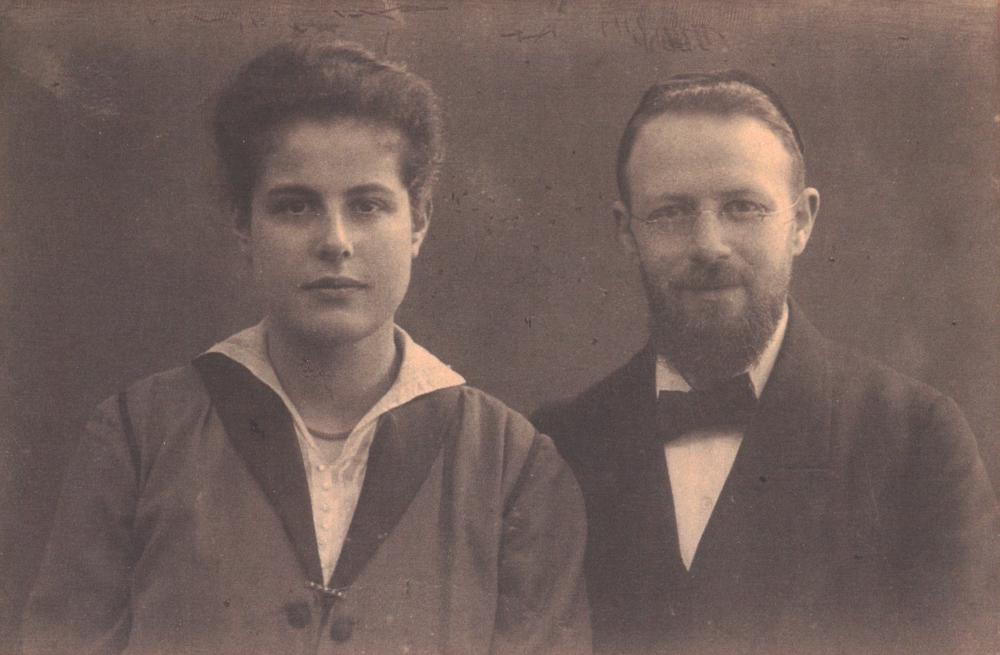
Abraham Asscher en zijn verloofde Clara Pinkhof, 1918.

Asscher was een zoon van Eliazer Asscher en Rosalie van Hes. In 1919 trouwde hij met Clara Pinkhof (1896-1984), uit dit huwelijk werden zes kinderen geboren.
Asscher studeerde in Amsterdam aan het Nederlands Israëlietisch Seminarium onder J.H. Dünner en diens opvolger P.J.B. Gobits. Hij behaalde in 1913 het moré-diploma en gaf enige tijd les aan het NIS. Hij werd leraar klassieke talen aan het gymnasium in Utrecht en vervolgens in Sneek. Van 1918 tot 1919 was hij rabbijn bij de Nederlands-Israëlietische Hoofdsynagoge in Amsterdam. Hij werd in dat laatste jaar benoemd tot opperrabbijn van het synagogaal ressort Groningen. Asscher was een overtuigd zionist en was de eerste zionistische opperrabbijn in Nederland.
Wegens ziekte moest Asscher in 1926 in Zwitserland een operatie ondergaan. Hij overleed er op 41-jarige leeftijd. Hij werd begraven op de Joodse begraafplaats in de stad Groningen.